# Listă de români americani
Lista prezintă români ai căror părinți sau ei au emigrat în SUA, sunt celebri și/sau au obținut performanțe deosebite în profesia lor.

## Artă grafică, Pictură
- Alexandra Nechita - pictor[1]
- Jacquea Kapralik - artist[2]

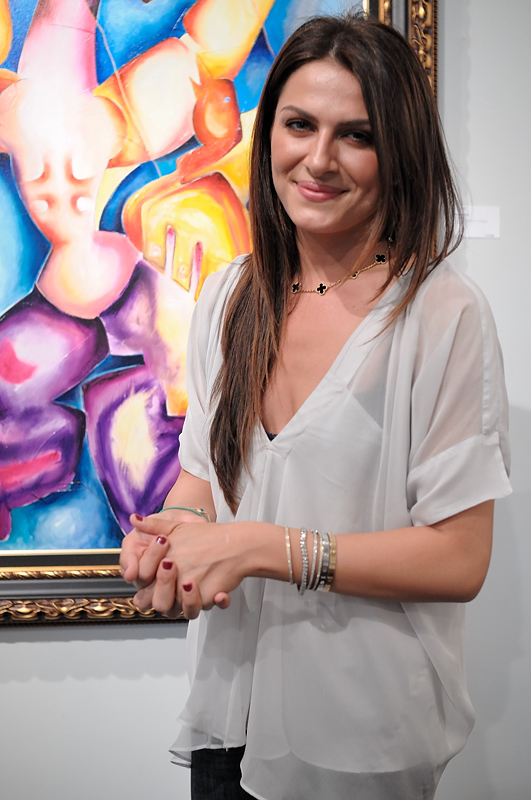
Alexandra Nechita

- Saul Steinberg - desenator și grafician[3]
- Eugen Mihaesco - grafician
- Niculae Asciu - caricaturist
- Daniel Ionescu (Dion) - grafician, multimedia
- Marcel Guguianu - sculptor

## Afaceri
- Peter Georgescu - președinte emerit al Young & Rubicam Inc.[4]
- Stefan Minovici - CEO(director general) al MIC & Associates INC
- Fabian Pascal - consultant la o mare societate de software[5]
- John Rakolta Jr. - președinte și CEO, Walbridge[6][7]
- George T. Haber - fondator al Compcore and Gigapixel (mai târziu vândut la 3Dfx), acum investește în diferite companii de tehnologie (incluzând și unele românești)
- John M. Florescu - antreprenor, producator TV, jurnalist, co-fondator Centrade[8][9]

## Film, Teatru
- Dustin Hoffman - actor

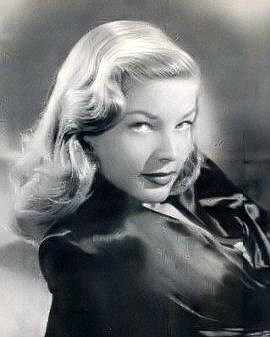
Lauren Bacall

- Sebastian Stan- actor, cunoscut pentru rolurile din Captain America.
- Lauren Bacall - actriță, căsătorită cu actorul american Humphrey Bogart.[10]
- Edward G. Robinson - actor[11]
- Harvey Keitel - actor: Taxi Driver, Thelma and Louise, Reservoir Dogs, Pulp Fiction - doar câteva din filmele sale[12]
- Adrian Zmed – actor, cel mai cunoscut din serialul de televiziune T.J. Hooker.[13]
- Christian Calson - producător de film
- I.A.L. Diamond - regizor[14]
- Stan Lee - scriitor de cărți comice [15]
- Jean Negulesco - pictor, regizor de film, scenarist și producător de film [16]
- Dan Nuțu - actor de teatru și de film de origine română
- John Randolph - actor: Serpico, Prizzi's Honor. El este de asemenea un câștigător al premiului Tony pentru cel mai bun actor.
- Steven Cojocaru -critic de modă, comentator TV în emisiuni de divertisment, și intervievatoare de celebrități [17]
- Irina Gărdescu - actriță, emigrată în SUA în anul 1975
- Anda Onesa - actriță, emigrată în SUA în anul 1991
- Elsa Pataky - actrița

## Informatică
- Raluca Ada Popa - profesor informatica, Securitatea Datelor, Berkely SUA
- Ion Stoica - profesor informatica, DataBriks, Berkely SUA
- Matei Zaharia - profesor informatica, DataBriks, Stanford SUA
- Anca Dragan - profesoara informatica, Robotics, Berkely SUA
- Grigore Rusu Arhivat în 3 septembrie 2016, la Wayback Machine. - profesor informatica, Software Verification, UIUC SUA
- Daniela Rus - profesoara informatica, Robotics, MIT SUA
- Dan Suciu - profesor informatica, Data Management, Univ. of Whashington, SUA
- Cristian Cadar - profesor informatica, Soft. Reliability, ICL, UK
- Emil Constantin Lupu Arhivat în 21 septembrie 2016, la Wayback Machine. - profesor informatica, Systems Security, ICL, UK
- George Candea - profesor informatica, Dependable Systems, EPFL, CH
- Licia Capra - profesoara informatica, Pervasive Computing, UCL, UK

## Modă
- Michelle Deighton[necesită citare]
- Steven Cojocaru – critic de modă, comentator emisiuni de divertisment  TV și reporter de celebrități [18]

## Literatură
- Mircea Eliade - scriitor de origine română, istoric al religiilor, profesor la Universitatea din Chicago [19]
- Mirela Roznoveanu - critic literar, eseist, romancier, poet, jurnalist, redactor de reviste, cercetător de origine română în dreptul internațional, străin și comparat.
- Petru Popescu - romancier, scenarist și realizator de filme american de origine română
- Andrew Calimach[20]
- Andrei Codrescu- eseist, poet și prozator emigrat din România[21]
- Alex Amalia Călin- poet
- Norman Manea - romancier, prozator, eseist emigrat în 1986 în SUA[22]
- Delmore Schwartz - [23]
- Saviana Stănescu - scriitor (poet, dramaturg)[24]
- Bogdan Suceavă - scriitor, matematician, profesor la California State University, Fullerton
- Matei Călinescu - profesor la Indiana State University
- Ioan Petru Culianu - profesor la University of Chicago, expert în divinitate, gnosticism și magie medievală[25]

- Nina Cassian
- Alexandru Nemoianu- autor, istoric, eseist, filozof al civilizației, publicist și scriitor emigrat în SUA în 1982
- Virgil Nemoianu- eseist, critic literar
- Ștefan Stoenescu- filolog, eseist, traducător
- Radu Jörgensen - romancier, publicist, traducător
- Cristian Petru Bălan - prozator, poet, dramaturg, publicist, editor, traducător și artist plastic român stabilit în SUA
- Leonard Oprea - prozator și eseist
- Harry Turtledove (n. 1949) - scriitor[26], câștigător al  premiului Hugo pentru cea mai bună nuvelă

## Muzică
- Angela Gheorghiu – soprană[27]
- Dimitrie Onofrei – tenor, solist de operă.
- Sergiu Comissiona - dirijor și compozitor[28]
- Hugo Jan Huss - dirijor[29]
- Franz Kneisel - violonist și compozitor[30]
- Boris Levenson - compozitor
- Lia Lungu - interpreta de folclor și jurnalist[31]

- Sherban Lupu - violonist, profesor [32]
- Lucian Ban – pianist jazz, compozitor [33]
- Shelby Cinca – chitarist punk rock[34]
- Alma Gluck – cântăreață de operă, soprană[35]
- Virginia Zeani – soprană[36]
- Beverly Sills – soprană[37]
- Iolanda Mărculescu – soprană, stabilită în SUA în 1969

## Politică

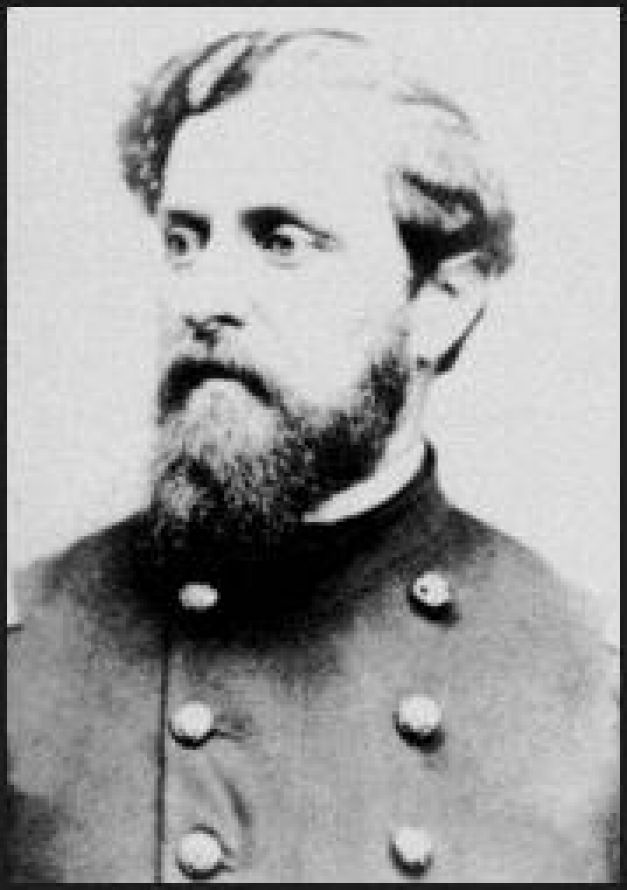
Generalul american de origine română George Pomutz

- George Pomutz - diplomat, general în armata SUA în Războiul civil american
- Chris Lauzen - senator republican de Ilinois
- Martin Abern - politician
- Mircea Răceanu - diplomat
- Lia Roberts - fost președinte al Partidului Republican din Nevada [38][39][40]
- Mihail Fărcășanu - a fost un jurist, politician și scriitor român, primul director al secției române a postului de radio "Europa Liberă", emigrat în SUA.

## Știință
- Adrian Bejan –  profesor universitar, specialist în construcții de mașini la Duke University[41]
- Ciprian Foiaș - matematician[42]
- Nicolae Dalacu - fizician român de cetățenie americană
- Tudor Ganea – matematician, cunoscut pentru lucrarea sa în domeniul topologiei algebrice[43]
- George Lusztig – matematician, profesor la Massachusetts Institute of Technology [44][45]
- Ciprian Manolescu – matematician, profesor asociat la Universitatea din California, Los Angeles[46]

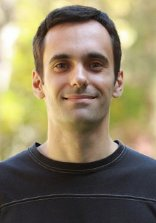
Ciprian Manolescu

- Nicholas Georgescu-Roegen – matematician, statistician și economist[47]
- Dan-Virgil Voiculescu – matematician, profesor al Universității din California, Berkeley[48]
- Andrei Alexandrescu[49]
- Eugene Borza - istoric, profesor în Departmentul de Istorie al Universității de Stat din Pennsylvania.
- Ioan Petru Culianu – istoric al religiei [50]
- Radu Florescu- istoric, profesor la Boston College[51]
- Alexandru Marin - fizician experimental, profesor de fizică la MIT[52]
- Florentin Smarandache- profesor de matematică și științe la Universitatea din New Mexico[53]
- Horațiu Năstase – fizician și specialist al Fizicii energiilor mari profesor al Universității Brown din Providence, SUA.[54]
- Max Abramovitz – arhitect al Avery Fisher Hall[55]
- Haralamb H. Georgescu arhitect [56]
- Hermann Oberth - unul dintre părinții fondatori ai rachetei și astronauticii

## Tehnică
- John DeLorean - inginer și om de afaceri in industria automobilistică de origine română,inginer șef la General Motors Company desfășurând modele precum chevrolet camaro SS sau pontiac GTO,fundatorul mărcii automobilistica DeLorean DMC2
- Andrei Filotti - doctor inginer, inginer hidroenergetician român, consilier tehnic șef al secretariatului general al Organizației Națiunilor Unite
- Andrei Alexandrescu – programator C++ și autor[57]
- Mihai Pătrașcu – cercetător în informatică teoretică, în prezent la MIT în Boston
- Florin Lazar - inginer civil

## Medicină
- Jacob Levy Moreno - psihiatru, creatorul psihodramei și al sociometriei, unul dintre pionierii psihoterapiei de grup
- George Emil Palade - Laureat al Premiului Nobel - biolog [58]
- Gideon Rodan - biochimist și osteopat[59]
- Nicolae Popescu – doctor, cercetător științific al Institutului Național de Sănătate al SUA[60]
- Napoleon Săvescu - medic [61]
- David Wechsler - psiholog[62]

## Sport

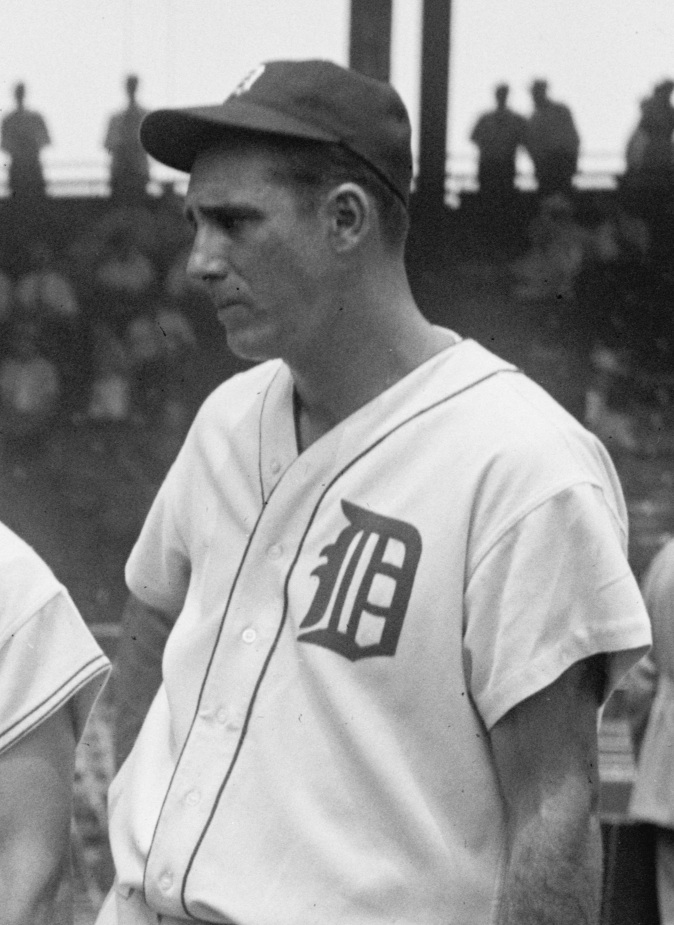
Hall of Fame/Muzeul celebrităților americane Hank Greenberg

- Nadia Comăneci - gimnastă medaliată cu aur la Jocurile Olimpice[63]
- Emilia Eberle - gimnastă, dublă medaliată cu argint la Jocurile Olimpice din Moscova 1980, în prezent antrenor de gimnastică în Sacramento, statul american California.
- Béla Károlyi -  antrenor gimnastică soțul lui Márta Károlyi, descoperitorii și antrenorii Nadiei Comăneci, care apoi au întregistrat un alt succes mondial antrenând echipa feminină lotul de gimnastică feminină al Statelor Unite ale Americii[64]
- Márta Károlyi -  antrenor gimnastică, soția lui Béla Károlyi.
- Sorin Cepoi - fost gimnast român de valoare mondială, actual antrenor de gimnastică în localitatea Mohegan Lake, statul New York, SUA
- Aurelia Dobre - dublă campioană mondială de gimnastică artistică din 1987, laureată cu argint olimpic la Seul 1988, actual antrenor și coregraf
- Hank Greenberg - jucător de baseball (tatăl lui era originar din Roman iar mama lui din Fălticeni)
- Ernie Grunfeld - fost jucător de baschet în NBA [65]
- Ely Culbertson - jucător de bridge, campion mondial [66]
- Sabrina Ionescu – jucătoare de baschet; fiica imigranților români[67]
- Fred Lebow - fondator al Maratonului orașului New York
- Dominique Moceanu - gimnastă în echipa olimpică a S.U.A.[68]
- Betty Okino - actriță și fostă gimnastă

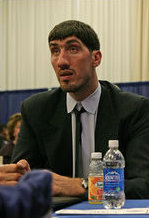
Gheorghe Mureșan

- Gheorghe Mureșan - jucător de baschet, a jucat în NBA, trăiește în S.U.A.
- Ilie Năstase - unul dintre cei mai buni jucător de tenis din toate timpurile, ocupând locul 28 în această listă [69]
- Teodora Ungureanu - gimnastă medaliată cu argint și bronz la Jocurile Olimpice de vară din 1976 (Montreal, Canada).[70]
- Sam Paulescu - jucător de fotbal american [71]
- Corina Morariu – fostă jucătoare profesionistă de tenis[72]
- Florin Felecan – șah maestru al FIDE[73]
- Alexandru Papană – aviator și bober româno-american, medaliat cu aur la Jocurile Olimpice din Schreiberhau 1933

## Religie
- Nathaniel Popp - arhiepiscop ortodox român
- Louis Vasile Pușcaș - episcop român greco-catolic
- Valerian Trifa – membru de frunte al Mișcării Legionare și arhiepiscop al Episcopiei Ortodoxe Române din America și Canada[74]
- Solomon Schechter – teolog ebraist, întemeietorul Uniunii Sinagogilor conservative din SUA, directorul și înnoitorul prestigiosului Seminar Teologic Iudaic din New York (Jewish Theological Seminary - JTS).[75]
- Marian Gh. Simion – Romanian-American scholar in religion, politics and conflict resolution[76]
- Alexandru Rațiu – a fost preot al Bisericii Greco-Catolice, autor și deținut politic în România comunistă.[77]
- Richard Wurmbrand – pastor, autor și educator[78]
- John Michael Botean – episcop catolic român de rit bizantin în SUA

## Alții

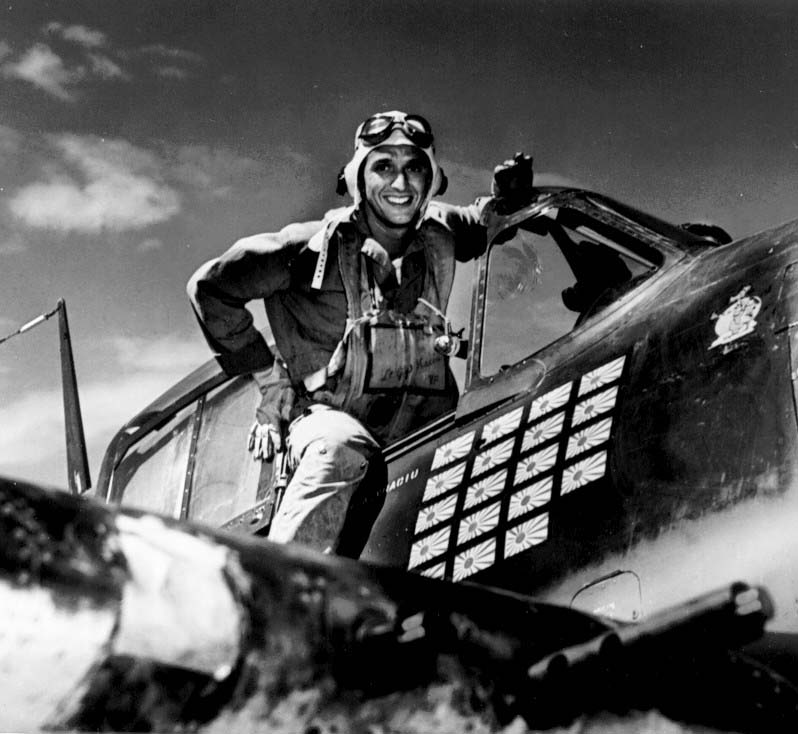
Alexander Vraciu în avionul său Grumman F6F Hellcat

- Alexander Vraciu - pilot al Marinei SUA în Al Doilea Război Mondial ; as al SUA cu 19 avioane inamice doborâte[79]
- Catherine Caradja - filantrop, aristocrat, emigrantă din România
- Ion Mihai Pacepa - general locotenent,  șef adjunct al Departamentului de Informații Externe (spionaj) a României comuniste, autor al cărții Orizonturi roșii, o carte prin care critica regimul lui Ceaușescu [80]
- Vladimir Tismăneanu – politolog american, specialist în teoria sistemelor politice, politici comparate, analiza ideologiilor și mișcărilor revoluționare ale secolului XX, profesor de științe politice la Universitatea Maryland, College Park[81]
- Daniel Negreanu – jucător profesionist de poker
- Dan Moldea – autor și jurnalist[82]
- Radu Florescu – istoric și prof. universitar la Boston College.
- Lia Lungu – interpretă de folclor tradițional românesc
- Napoleon Săvescu – medic,  a fondat organizațiile „Dacia Revival International Society” și „The Romanian Medical Society of New York”.